# Уолкберг
Уолкберг (англ. Wolkberg) — горный хребет в Цанен южно-африканской провинции Лимпопо. Северный отрог Драконовых гор, которые проходят через Восточно-Капскую провинцию (ЮАР), Лесото и южно-африканские провинции Квазулу-Натал и Мпумаланга. С высотой почти 2 200 м над уровнем моря, это самая высокогорная цепь провинции Лимпопо, её высочайшая вершина — Истеркрун (2126).

## География
Хребет тянется 30 км с северо-запада на юго-восток к северу от Секухунеланда. Образует высокогорное плато, достигающее 2126 м в самой высокой точке Истеркруне. Кроме Истеркруна другие заметные вершины включают горы Серала (2050 м), Мамотсвири (1838 м), Магопалоне (1667 м) и Селемоле (1611 м). Хребет является источником множества небольших горных ручьёв, а также рек Мохлапице и Га-Селати, притоков реки Улифантс.

## Экология

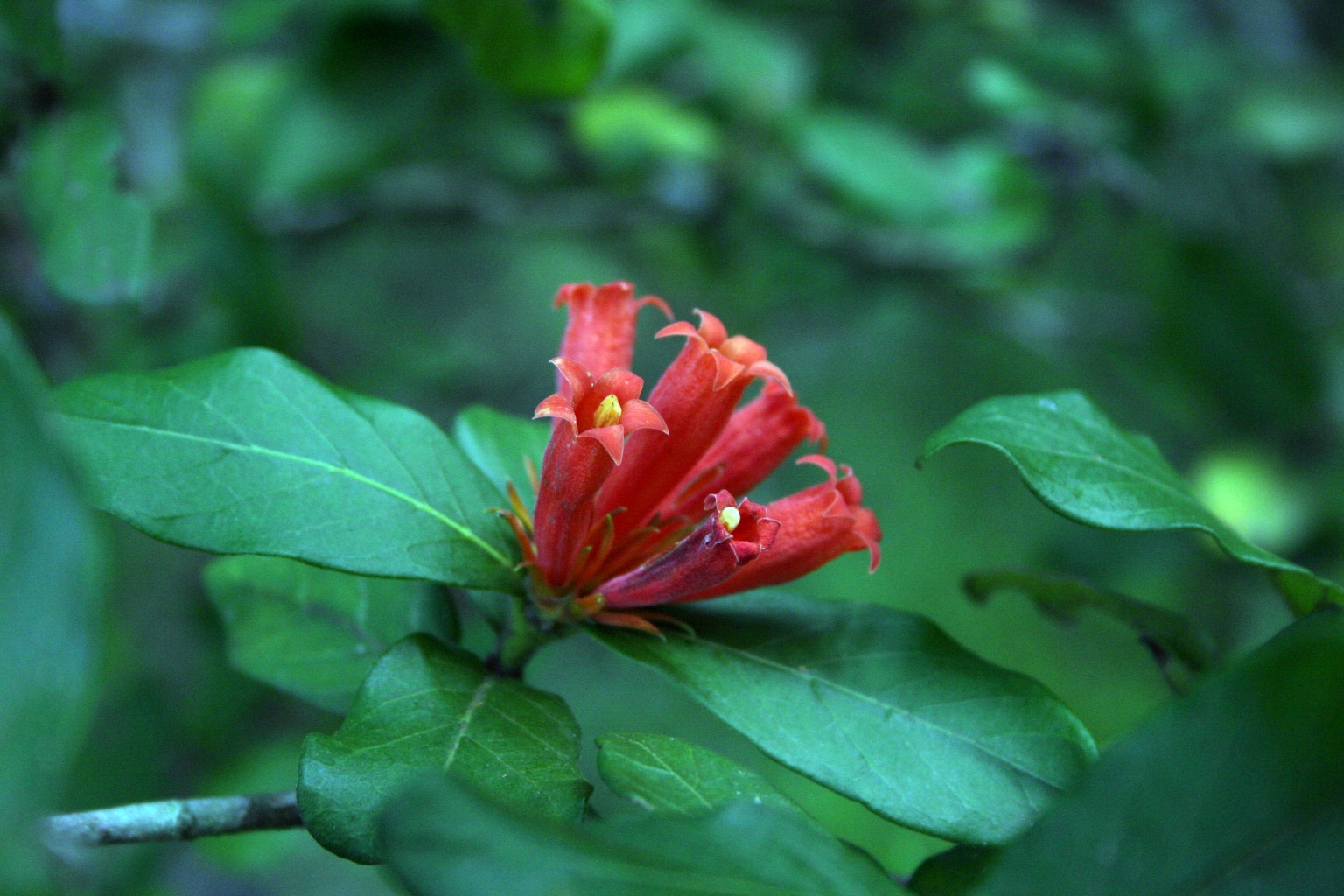
Burchellia bubalina в Уолкберге

Погода на Уолкберге может меняться очень быстро от ясного неба до туманной, при этом самые высокие точки часто окутаны облаками. Отсюда и название хребта, что на африкаанс означает «Облачная гора». Горы характеризуется крутыми скалистыми склонами и глубокими влажными ущельями. Здесь встречаются редкие виды растений и животных. Некоторые виды, такие как находящаяся под угрозой исчезновения бабочка Lepidochrysops lotana, известны только в районе Уолкберга.
На территории хребта расположена охраняемая природная территория Уолкберг.